# Alois Brunner (Widerstandskämpfer)
Alois „Luis“ Brunner (* 2. Januar 1907 in Matrei; † 26. September 1943 in der JVA München-Stadelheim) war ein österreichischer Widerstandskämpfer und Opfer der NS-Justiz.

## Leben
Brunner war Hilfsarbeiter in einem Sägewerk und anschließend Angestellter bei der damaligen Südbahn und seit Mitte der 1920er Jahre Mitglied der Sozialistischen Arbeiter-Jugend SAJ, ab 1929 der Sozialdemokratischen Arbeiterpartei sowie des Republikanischen Schutzbundes. 1926 wurde er erstmals wegen seiner politischen Gesinnung zu einer Haftstrafe verurteilt. Wegen seiner Teilnahme an den Februarkämpfen 1934 in Wörgl wurde Brunner zusammen mit elf weiteren Personen am 31. März 1934 wegen gewaltsamen Widerstands gegen die Obrigkeit angeklagt und zu einer achtmonatigen Haftstrafe im Gefangenenhaus in Stein an der Donau verurteilt. Kurz nach seiner Freilassung wurde Brunner wegen des „Besitzes sowie der Weitergabe von sozialdemokratischen Flugblättern“ erneut angeklagt. 1935 lernte er Josefine Ragnes kennen, mit der er eine gemeinsame Wohnung in Wörgl bezog und die er 1938 heiratete. Nach der Etablierung des Austrofaschismus 1933/1934 setzte das Ehepaar seine politischen Aktivitäten im Untergrund fort.
1933 lernten die beiden in Wörgl den vor den Nationalsozialisten geflohenen bayrischen SPD-Funktionär und Mitglied des Reichsbanners Waldemar von Knoeringen und dessen Widerstandsgruppe „Neu Beginnen“ kennen, die in Bayern, Tirol und Wien aktiv war. Ab 1937 verlagerte das Ehepaar den Schwerpunkt seiner Untergrundtätigkeit auf den Kampf gegen den Nationalsozialismus, und Brunner übernahm die Leitung der Ortsgruppe Wörgl. Aufgrund der Vorstrafen von Alois Brunner beschlossen die beiden, dass hauptsächlich seine Ehefrau Josefine Kurierdienste und die Kommunikation zwischen den verschiedenen sozialdemokratischen Widerstandsgruppen in Tirol, Augsburg, München, Salzburg und Wien übernehmen sollte; sie erhielt dafür 1937 in der Tschechoslowakei eine entsprechende Ausbildung in der Anwendung verschiedener chemischer und photographischer Techniken. Das Ehepaar erstellte regelmäßige Berichte über die politische, wirtschaftliche und militärischen Situation, Josefine schmuggelte sechs Pistolen und Sabotagematerial von Augsburg nach Wörgl.
Durch Kontakte der Salzburger Gruppe zu einer KPÖ-Zelle der Eisenbahner kam die Gestapo der Gruppe auf die Spur und verhaftete Anfang 1942 über 200 Mitglieder. Am 16. April 1942 wurde das Ehepaar ebenfalls von der Gestapo festgenommen und nach über einem Jahr Haft am 28. Mai 1943 vom Volksgerichtshof in Innsbruck wegen „Vorbereitung des Hochverrats, Feindbegünstigung, Verrats von Staatsgeheimnissen und das Abhören von Feindsendern“ (sog. Rundfunkverbrechen) zum Tod verurteilt. Am 30. Mai 1943 reichte Josefine Brunner auch im Namen ihres Mannes ein Gnadengesuch an Roland Freisler, den Präsidenten des Volksgerichtshofs, ein, das am 13. August 1943 abgelehnt wurde. Am 4. Juni 1943 wurde das Ehepaar zusammen mit den ebenfalls in Innsbruck zum Tod verurteilten „Stützpunktleitern“ von Augsburg und München, Bebo Wager und Hermann Frieb, in die JVA München-Stadelheim überstellt und am 9. September 1943 hingerichtet.

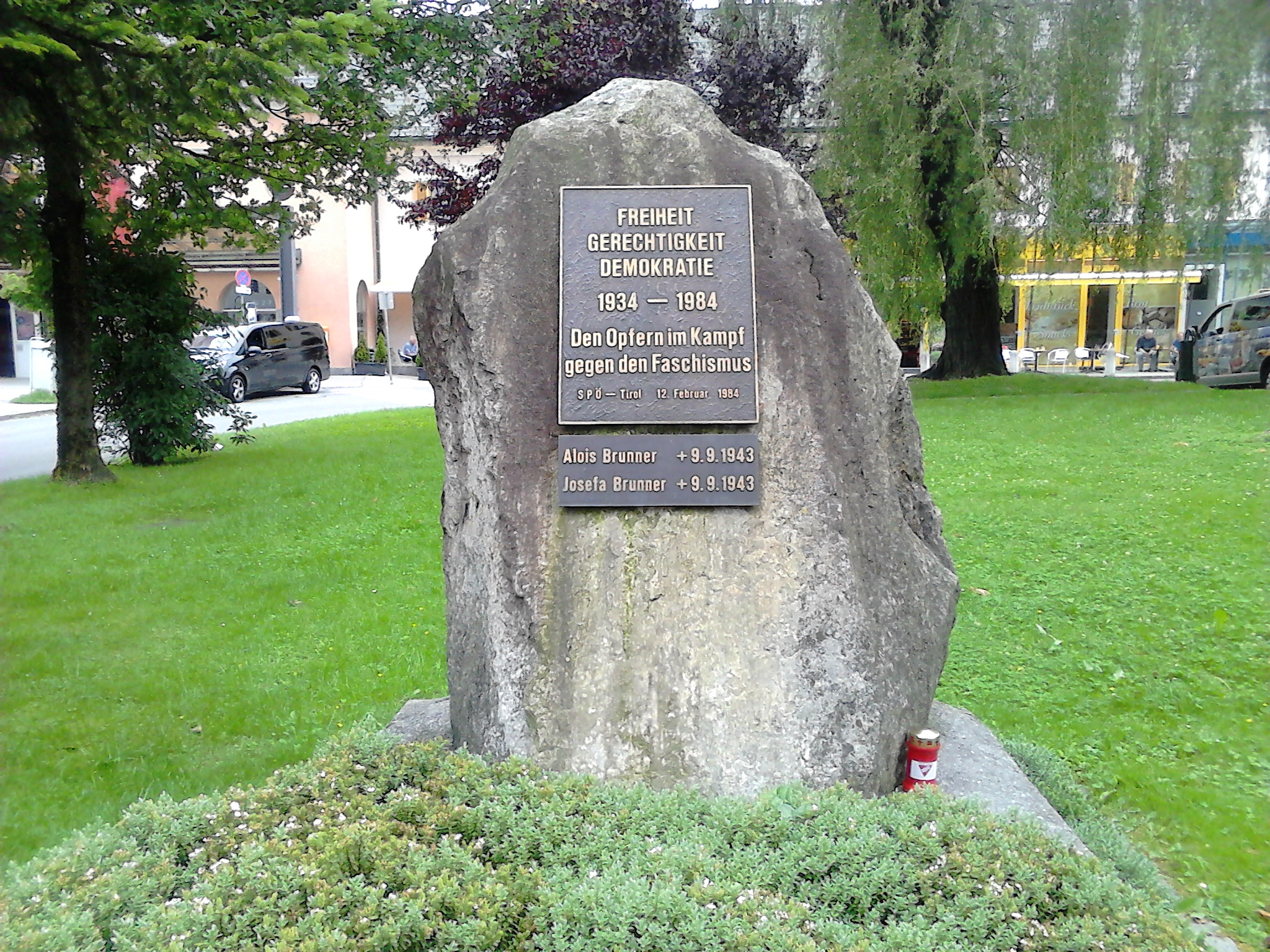
Denkmal für Alois und Josefine Brunner in Wörgl

## Gedenken
Am 25. Oktober 1988 wurde auf Initiative des Bundes Sozialistischer Freiheitskämpfer und Opfer des Faschismus Tirol durch die SPÖ Wörgl am Gedenkstein für den Februaraufstand am Bahnhofsvorplatz von Wörgl eine Tafel zur Erinnerung an Alois und Josefine Brunner angebracht.
Auf der östlichen Seite des Befreiungsdenkmals in Innsbruck wurden ihre Namen eingraviert.
Auf Initiative des Heimatmuseumsvereines Wörgl brachte die Stadt Wörgl am 23. Oktober 2015 an der Innenmauer des Kirchhofs eine Gedenktafel für die NS-Opfer aus Wörgl an.